# Maggie Reilly

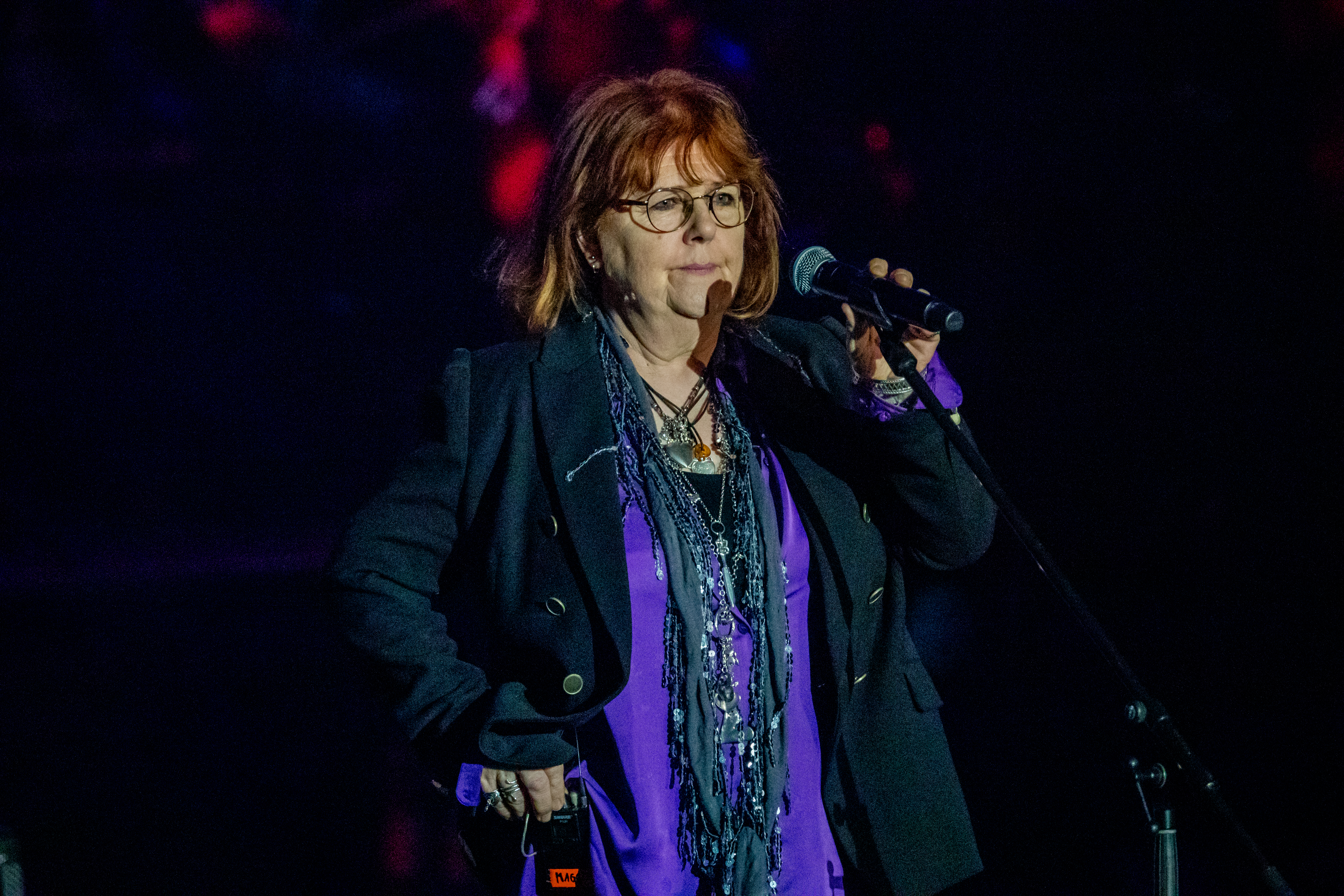
Maggie Reilly bei Rock Meets Classic (2023)

Maggie Reilly (* 15. September 1956 in Glasgow, Schottland) ist eine schottische Sängerin.

## Frühe Jahre
Die Tochter des schottischen Sängers Danny Reilly begleitete ihren Vater schon in jungen Jahren bei Konzerten. In Glasgow lernte sie Stuart McKillop kennen und stieß zu der von ihm gegründeten Formation Joe Cool. Zwei Jahre später veröffentlichte die Band, die sich nach Umbesetzung nun Cado Belle nannte, ihr einziges Album, Cado Belle. In den Folgejahren trat Maggie Reilly mit der Formation auf und arbeitete mit anderen Musikern wie Jim Wilkie zusammen.

## Zusammenarbeit mit Mike Oldfield
Durch ihren Freund und späteren Ehemann, den Toningenieur Chrys Lindop, lernte Maggie Reilly 1980 Mike Oldfield kennen. Diese Begegnung beeinflusste ihre musikalische Karriere: Zunächst war sie als Solistin bei seiner Europatournee dabei (siehe: Live at Montreux 1981) und sang einige Liedpassagen für das Album QE2 ein. Für den Nachfolger Five Miles Out (1982) verpflichtete Oldfield sie als Solistin. Neben The Deep Deep Sound (ein Bestandteil des Titels Taurus II) und Family Man sang sie auch das Titellied Five Miles Out, zusammen mit Oldfield selbst. Ihr großer Durchbruch kam 1983: Für das Album Crises schrieb Oldfield den Song Moonlight Shadow. Getragen von Reillys klarem Mezzosopran wurde er ein andauernder internationaler Erfolg, dem zahlreiche Coverversionen folgten. Im Vereinigten Königreich erreichte Moonlight Shadow Platz 4 der Charts, in Deutschland sogar Platz 2. Außerdem sang Maggie Reilly für Crises auch den Titel Foreign Affair, an dessen Text sie mitgearbeitet hatte. 
Nach diesem Erfolg war Reilly als Solistin auch am nächsten Album Discovery (1984) beteiligt: Neben den Titeln Crystal Gazing und Tricks of the Light war vor allem To France ein größerer Erfolg beschieden. Anschließend arbeitete sie nur noch selten mit Oldfield zusammen, da dieser meist auf seine Lebensgefährtin Anita Hegerland als Sängerin setzte. In Zusammenarbeit mit Maggie Reilly entstanden noch der – nur auf einer Single sowie einer Best of… veröffentlichte – Song Mistake sowie Blue Night, ihr einziger Song vom Album Earth Moving (1989).

## Arbeit mit anderen Musikern
Unter der Leitung von Mike Batt war Reilly 1986 mit Art Garfunkel, George Harrison, Julian Lennon, Cliff Richard an der Realisierung von Lewis Carrolls Gedicht The Hunting of the Snark in ein gleichnamiges Musical beteiligt.
Im November 1989 produzierte Harold Faltermeyer das Wohltätigkeitsprojekt Artists United for Nature (AUN), für das namhafte Künstler zugunsten der Erhaltung des tropischen Regenwaldes den Benefizsong Yes We Can einspielten: Neben Maggie Reilly u. a. Joe Cocker, Brian May, Ian Anderson, Herbie Hancock, Chaka Khan, Sandra, Jennifer Rush und Chris Thompson. Die Single erreichte im Januar 1990 Platz 15 der deutschen, Platz 27 der österreichischen und Platz 4 der Schweizer Charts.
Darüber hinaus arbeitete sie mit David Gilmour, Jack Bruce, den Sisters of Mercy (Vision Thing), Ralph McTell, Flairck, Hall & Oates (Family Man) und Smokie (Wild Horses).
1994 konnte Juliane Werding, die mit Nacht voll Schatten die deutsche Version von Moonlight Shadow gesungen hatte, Maggie Reilly für ihre Single Engel wie du und das Album Du schaffst es gewinnen. Zusammen mit der ebenfalls beteiligten belgischen Sängerin Viktor Lazlo nahm Reilly auch an Werdings Tournee durch zwanzig Städte teil.
Der aus Hamburg stammende Studiogitarrist Peter Weihe, der auch für die Rainbirds im Studio gearbeitet hat, ist auf zahlreichen Songs von Maggie Reilly zu hören.
Im September 2015 erschien Where the Heart Lies, ein Duett mit dem dänischen Sänger Bryan Rice, das in Skandinavien als Single veröffentlicht wurde.

## Soloprojekte
Bei ihrer Arbeit für das Lenny MacDowell Project und Artists United for Nature lernte Maggie Reilly den Münchner Musik-Manager Jürgen Thürnau und Stefan Zauner, den Sänger der Münchener Freiheit kennen. In Co-Produktion mit ihm und Armand Volker nahm sie 1991 ihr erstes Soloalbum Echoes auf, darauf enthalten war auch der Airplay-Hit Everytime We Touch. Hierfür steht als Komponist der Musiker und Studiosänger Peter Risavy († 23. Januar 2011).
1993 folgte mit Midnight Sun ihr zweites Album. Für Elena (1996) konnte sie auch das von Mike Oldfield bereits 1984 veröffentlichte To France erneut einspielen. Zudem konnte sie für die Arbeit an diesem Album neben der finnischen Band Värttinä auch einen Großteil von Cado Belle wiedervereinigen.
Ihre Soloalben vermochten jedoch keine besondere Chartnotierung zu erzielen. 1998 erschien unter dem Titel There and Back Again ihr erstes Best-of-Album und danach folgte Starcrossed (2000). 2009 erschien das Album Looking Back Moving Forward und 2013 Heaven Sent.

## Diskografie

### Studioalben
| Jahr | Titel                        | Höchstplatzierung, Gesamtwochen, AuszeichnungChartplatzierungen (Jahr, Titel, Platzierungen, Wochen, Auszeichnungen, Anmerkungen) | Höchstplatzierung, Gesamtwochen, AuszeichnungChartplatzierungen (Jahr, Titel, Platzierungen, Wochen, Auszeichnungen, Anmerkungen) | Höchstplatzierung, Gesamtwochen, AuszeichnungChartplatzierungen (Jahr, Titel, Platzierungen, Wochen, Auszeichnungen, Anmerkungen) | Anmerkungen                                       |
| Jahr | Titel                        | DE | AT | CH | Anmerkungen                                       |
| ---- | ---------------------------- | --- | --- | --- | ------------------------------------------------- |
| 1992 | Echoes                       | DE32 (22 Wo.)DE | AT12 (16 Wo.)AT | CH24 (13 Wo.)CH | Erstveröffentlichung: 30. April 1992              |
| 1993 | Midnight Sun                 | DE47 (8 Wo.)DE | — | — | Erstveröffentlichung: 27. September 1993          |
| 1996 | Elena                        | — | — | — | Erstveröffentlichung: 1996                        |
| 1996 | All The Mixes                | — | — | — | Erstveröffentlichung: 14. November 1996 als M. R. |
| 2000 | Starcrossed                  | — | — | — | Erstveröffentlichung: 2000                        |
| 2002 | Save It For A Rainy Day      | — | — | — | Erstveröffentlichung: 2002                        |
| 2007 | Rowan                        | — | — | — | Erstveröffentlichung: 21. September 2007          |
| 2012 | Looking Back, Moving Forward | — | — | — | Erstveröffentlichung: 9. November 2012            |
| 2013 | Heaven Sent                  | — | — | — | Erstveröffentlichung: 18. Oktober 2013            |
| 2019 | Starfields                   | — | — | — | Erstveröffentlichung: 15. November 2019           |

### Kompilationen
| Jahr | Titel                                               | Höchstplatzierung, Gesamtwochen, AuszeichnungChartsChartplatzierungen (Jahr, Titel, Platzierungen, Wochen, Auszeichnungen, Anmerkungen) | Anmerkungen                          |
| Jahr | Titel                                               | DE | Anmerkungen                          |
| ---- | --------------------------------------------------- | --- | ------------------------------------ |
| 2021 | The Best of Maggie Reilly – Past – Present – Future | DE70 (1 Wo.)DE | Erstveröffentlichung: 8. Januar 2021 |

Weitere Kompilationen
- 1998: The Best of Maggie Reilly: There and Back Again

### Singles
| Jahr | Titel Album                          | Höchstplatzierung, Gesamtwochen, AuszeichnungChartplatzierungen (Jahr, Titel, Album, Platzierungen, Wochen, Auszeichnungen, Anmerkungen) | Höchstplatzierung, Gesamtwochen, AuszeichnungChartplatzierungen (Jahr, Titel, Album, Platzierungen, Wochen, Auszeichnungen, Anmerkungen) | Höchstplatzierung, Gesamtwochen, AuszeichnungChartplatzierungen (Jahr, Titel, Album, Platzierungen, Wochen, Auszeichnungen, Anmerkungen) | Höchstplatzierung, Gesamtwochen, AuszeichnungChartplatzierungen (Jahr, Titel, Album, Platzierungen, Wochen, Auszeichnungen, Anmerkungen) | Anmerkungen                                              |
| Jahr | Titel Album                          | DE | AT | CH | UK | Anmerkungen                                              |
| ---- | ------------------------------------ | --- | --- | --- | --- | -------------------------------------------------------- |
| 1982 | Five Miles Out                       | DE41 (18 Wo.)DE | — | — | UK43 (5 Wo.)UK | Erstveröffentlichung: 18. Februar 1982 mit Mike Oldfield |
| 1982 | Mistake Crises                       | DE56 (7 Wo.)DE | — | — | — | Erstveröffentlichung: 20. August 1982 mit Mike Oldfield  |
| 1983 | Moonlight Shadow Crises              | DE2 Gold · (31 Wo.)DE | AT1 (26 Wo.)AT | CH1 (17 Wo.)CH | UK4 Silber · (19 Wo.)UK | Erstveröffentlichung: 6. Mai 1983 mit Mike Oldfield      |
| 1984 | To France Discovery                  | DE6 (18 Wo.)DE | AT9 (4 Wo.)AT | CH7 (11 Wo.)CH | UK48 (7 Wo.)UK | Erstveröffentlichung: 16. Juni 1984 mit Mike Oldfield    |
| 1992 | Everytime We Touch Echoes            | DE16 (25 Wo.)DE | AT5 (16 Wo.)AT | CH24 (12 Wo.)CH | — | Erstveröffentlichung: 31. Mai 1992                       |
| 1992 | Wait Echoes                          | DE54 (10 Wo.)DE | AT23 (7 Wo.)AT | CH28 (5 Wo.)CH | — | Erstveröffentlichung: 1992                               |
| 1992 | Tears in the Rain Echoes             | DE56 (10 Wo.)DE | — | — | — | Erstveröffentlichung: 1992                               |
| 1993 | Follow the Midnight Sun Midnight Sun | DE56 (8 Wo.)DE | — | — | — | Erstveröffentlichung: 1993                               |
| 1993 | Every Single Heartbeat Midnight Sun  | DE57 (9 Wo.)DE | — | — | — | Erstveröffentlichung: 1993                               |
| 1997 | To France – The Mixes All The Mixes  | DE19 (14 Wo.)DE | AT17 (11 Wo.)AT | CH22 (7 Wo.)CH | — | Erstveröffentlichung: 9. Januar 1997 als M. R.           |
| 1997 | Listen to Your Heart All The Mixes   | DE44 (6 Wo.)DE | AT38 (1 Wo.)AT | CH44 (1 Wo.)CH | — | Erstveröffentlichung: 19. Juni 1997 als M. R.            |

Weitere Singles
- 1971: Imagine Me
- 1984: As Tears Go By
- 1991: What About Tomorrows Children
- 1994: Don’t Wanna Lose
- 1994: Engel wie Du (mit Juliane Werding & Victor Lazlo)
- 1996: Walk on By
- 1998: One Little Word
- 2000: Always You
- 2000: Adelena
- 2002: Save It For A Rainy Day
- 2002: Caritas (Lesiëm feat. Maggie Reilly)
- 2011: My Angel (Wolf + Lamb Remixes) (NUfrequency feat. Maggie Reilly)
- 2013: Juliette
- 2013: Cold The Snow Clad Mountain
- 2015: Where the Heart Lies (mit Bryan Rice)
- 2019: Where The Rivers Run

### Gastbeiträge
- 1976: Cado Belle (Cado Belle)
- 1979: The Waxer (Jim Wilkie)
- 1980: QE2 (Mike Oldfield)
- 1982: Five Miles Out (Mike Oldfield)
- 1983: Crises (Mike Oldfield)
- 1984: Discovery (Mike Oldfield)
- 1985: Profiles (Mason & Fenn)
- 1986: The Hunting of the Snark (Mike Batt)
- 1989: Willpower (Jack Bruce)
- 1989: Earth Moving (Mike Oldfield)
- 1990: Vision Thing (The Sisters of Mercy)
- 1992: Somethin' Else (Jack Bruce)
- 1992: The Boy with a Note (Ralph McTell)
- 1993: Cities of the Heart (Jack Bruce)
- 1994: Earthrise (The Rainforest Album) (Artists United for Nature)
- 1994: Du schaffst es (Juliane Werding)
- 1997: Sitting on the Top of the World (Jack Bruce)
- 1998: Wild Horses (Smokie)
- 2003: Times (Lesiëm)

## Auszeichnungen für Musikverkäufe
| Platin-Schallplatte - Finnland - 1992: für das Album Echoes |

Anmerkung: Auszeichnungen in Ländern aus den Charttabellen bzw. Chartboxen sind in ebendiesen zu finden.
| Land/RegionAuszeichnungen für Musikverkäufe (Land/Region, Auszeichnungen, Verkäufe, Quellen) | Silber  | Gold  | Platin  | Verkäufe | Quellen           |
| -------------------------------------------------------------------------------------------- | ------- | ----- | ------- | -------- | ----------------- |
| Deutschland (BVMI)                                                                           | —       | Gold1 | —       | 250.000  | musikindustrie.de |
| Finnland (IFPI)                                                                              | —       | —     | Platin1 | 62.325   | ifpi.fi           |
| Vereinigtes Königreich (BPI)                                                                 | Silber1 | —     | —       | 250.000  | bpi.co.uk         |
| Insgesamt                                                                                    | Silber1 | Gold1 | Platin1 |          |                   |

## Auszeichnungen
RSH-Gold
- 1993: in der Kategorie „Deutschproduzierte Künstler“ (Everytime We Touch)[3]